# 國際自行車聯盟
国际自行车联盟（法語：Union Cycliste Internationale）成立於1900年4月14日，是一個以監督各國自行車賽為任務，並針對各種不同的賽制訂出相關規章的非營利組織，目前總部設在瑞士埃格勒「世界自行車中心」。
国际自行车联盟除了針對不同賽制（性別差異、比賽道路差異、比賽階層與規模不同）會訂出相關的競賽規章與對應的積分制度以外，還針對各國（或洲際等級）的自行車隊或選手訂出相關的條款（包括禁藥），防止不法事件的發生。該協會目前也負責監督世界公路自由車冠軍錦標賽，以及其他相關的大型自行車賽事（包括洲際比賽、奧運資格賽等），參賽選手如果在某個組別獲勝的話，就必須依照組別的差異，穿上不同顏色的自行車領衫，而如果是在世界錦標賽等級以上的比賽，獲得個人總冠軍，該名車手到退役之前，都要穿上印有UCI標誌與五色條紋的世界冠軍服（Rainbow Jersey，中文譯為彩虹衫）。

## 歷史

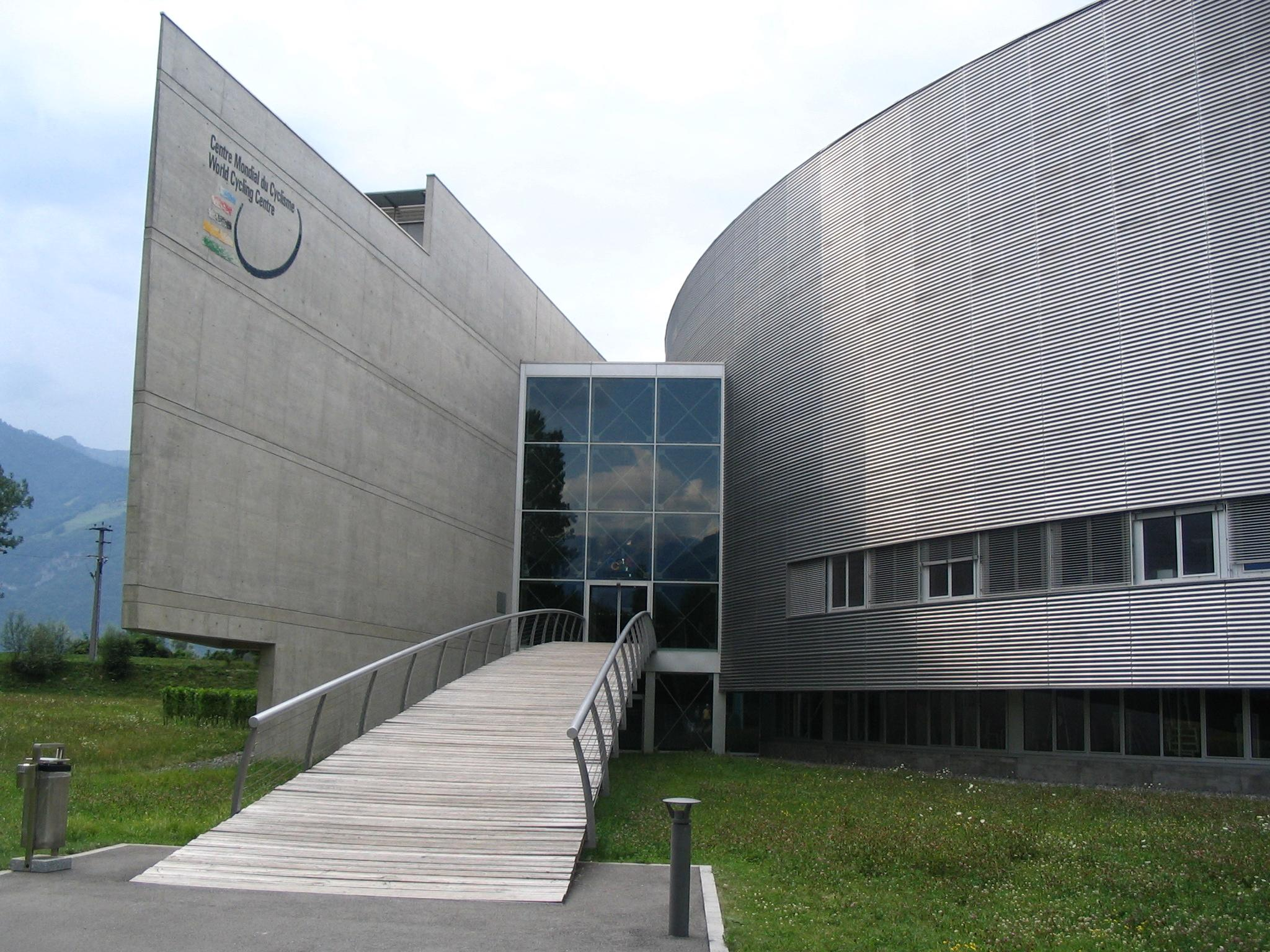
世界自行車中心的訓練場館培育了不少場地賽好手。

1900年4月14日，比利時、美國、法國、義大利、瑞士等五國的自由車協會，在法國巴黎組成国际自行车联盟。
到了1965年，在国际奥林匹克委员会（當時的奧運較偏業餘）的壓力下，国际自行车联合会建立了兩個次要組織，分別是國際業餘自由車協會（簡稱FIAC）與國際職業自由車協會（簡稱FICP），並與旗下的兩項協會進行溝通協調。
當時，國際業餘自由車協會是設在羅馬，有127個會員組織橫跨五大洲，勢力比其他兩組織要大，並且主要是以東方集團的國家所組成的業餘組織居多，主力全部放在奧林匹克運動會；國際職業自由車協會則是在盧森堡，在某些比賽或場合中，和國際業餘自由車協會相抗衡；国际自行车联盟則是在瑞士日內瓦。
直到1992年，国际自行车联盟重新再把當初建立的兩個次要組織整合，並將其成為所屬的旗下組織，此外，總部也遷到鄰近国际奥林匹克委员会的洛桑。
2002年4月14日，国际自行车联盟除了遷移總部到瑞士埃格勒之外，更在總部附近成立世界自行車中心與建立專屬的室內自行車賽車場，以作為培訓精英選手、教育訓練、舉辦大型比賽時使用。

### 歷任主席
| 姓名                                | 所屬國家 | 就任期間      |
| ----------------------------------- | -------- | ------------- |
| 艾米爾‧布克拉（Emile de Beukelaer） | 比利时   | 1900年─1922年 |
| 雷翁‧布雷頓（Léon Breton）                     | 法國     | 1922年─1936年 |
| 馬克思‧柏吉（Max Burgi）            | 瑞士     | 1936年─1939年 |
| 奧班‧柯林根（Alban Collignon）      | 比利时   | 1939年─1947年 |
| 阿奇爾‧瓊納德（Achille Joinard）    | 法國     | 1947年─1958年 |
| 亞德里亞諾‧羅多尼（Adriano Rodoni） | 義大利   | 1958年─1981年 |
| 路易斯‧普格（Luis Puig）            | 西班牙   | 1981年─1990年 |
| 海恩‧維布魯根（Hein Verbruggen）    | 荷蘭     | 1991年─2006年 |
| 派翠克‧麥魁德（Patrick McQuaid）    | 爱尔兰   | 2006年─       |

## 組織結構

### 洲際協會與組織

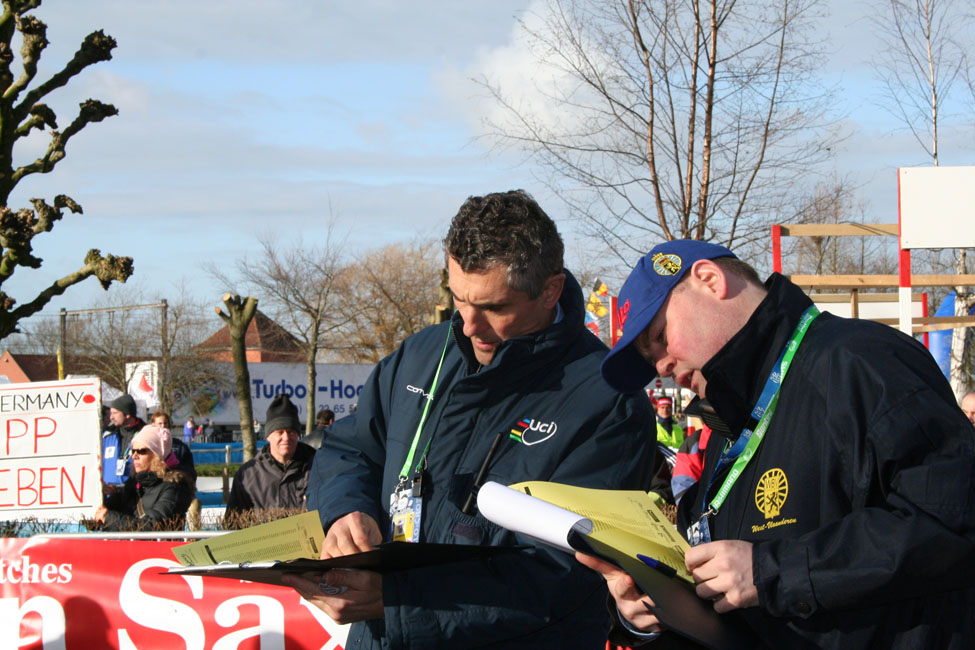
UCI的裁判群

依照各洲不同的分布，而由各會員國組成的洲際自由車聯邦組織，包括：
- 亞洲自由車總會
- 歐洲自由車聯盟
- 大洋洲自由車總會
- 泛美自由車聯盟
- 非洲自由車聯盟

此外，在各洲際間的組織下也包含各會員國組成的自由車協會。

### UCI ProTour委員會
以負責掌管UCI ProTour為主的獨立委員會，並不會介入各洲際的比賽，目前主席為維多李奧‧亞多尼（Vittorio Adorni）。

### 管理委員會
是UCI重要的決策層，負責UCI相關競賽的運作決策。

### 賽事委員會
依照各種比賽的不同，所組成的委員會，目前共17個旗下部門進行運作（包含教育訓練部門），而UCI洲際巡迴賽正是由此單位進行統籌的。

#### 教育訓練
2002年4月14日，世界自行車中心成立，並獲得国际奥林匹克委员会認可，作為培育國際級自行車手、裁判、教練的地方，且針對不同的對象，設計不同的訓練課程。此外，世界自行車中心也在2002年起，開始資助各國的自由車協會，進行各地的人才培訓。
世界自行車中心 (World Cycling Centre, 簡稱 WCC)每年都會舉辦不同級別的教練課程，以數字分級，三級為最高級別。截至 2023年，香港地區有四位同時擁有四大項目的(公路/場地/山地/小輪車) UCI三級教練，包括鄭澤誠、張敬煒、劉梓樑、黃健忠，他們均為前香港單車隊成員。香地地區的 UCI三級教練數目為亞洲地區最多。

### 管理服務組織
執行管理委員會決策的相關規章，並與退役的精英自行車手進行聯繫的服務。

### 仲裁群
分為技術顧問（Technical Delegate）與裁判群（Commissaire），前者以協助監督賽事之仲裁與判決為主，通常也會在比賽中建立「仲裁委員會」，後者則是進行比賽的判決，當判決無法進行最終結果時，則交由仲裁委員會進行處理。

## 參賽隊伍分級制度
依照國際自由車總會在2005年公布的新制度中，針對參賽團隊等級，共分為五級：
1. 职业队（UCI ProTeams）：可獲得环法、环西、环意等UCI ProTour四年參與權限，資格審核為每四年一次，目前全球僅有20個車隊拿到這項資格。
2. 職業洲際車隊（UCI Professional Continental Teams）：每年審核資格一次。参加环法等顶级赛事需要争夺外卡。
3. 洲際車隊（UCI Continental Teams）：隊員內可有非職業選手的參與，必須透過各國的自由車協會提出申請，且各國每年只能提報15隊。而在該團隊中，限制年齡必須在28歲以下，並且該團隊多數選手的國籍，也必須來自該申請國，隊員數目也被限制為8─16人之間。
4. 國家隊：由各國自由車協會自行籌組與選拔。
5. 地區队和俱樂部隊：類似UCI洲際車隊（UCI Continental Teams），必須由各國自由車協會管理。

## 賽制分佈

### 公路賽

#### 男子公路賽
1998年─2004年，UCI世界盃公路賽正式舉辦，並將以往舉辦的一日職業公路賽，改制成季節性的比賽，而此項比賽後來被UCI職業巡迴賽取代，並且，UCI職業巡迴賽還融入了UCI三大賽事（環法自行车赛、環義自行车赛、環西自行车赛）與其他重要賽事等。
為了擴展參賽人口與全球各地的職業自由車公路賽知名度，國際自由車總會也推展了洲際性的比賽，稱之UCI洲際巡迴賽（UCI Continental Circuits），並且在各地舉行。

#### 女子公路賽
自1959年起，開始設置世界女子公路自由車賽，並於1994年，將女子公路計時冠軍融入後來改制的世界女子公路自由車錦標賽，並且形成例行的季賽。

#### 賽事分級制度
針對UCI洲際巡迴賽，國際自由車總會將比賽等級依照規模與重要性，分成：Hors Class（超級，縮寫為HC）、一級與二級。

### 場地賽
以繞圈的方式進行，並且依照性別不同也有相對應的比賽，成績採計有分個人與團體，目前此類比賽是以世界場地單車錦標賽最為著名。

### 自由車越野賽
近似於登山車賽，但此項比賽通常在冬季進行，地點多選在崎嶇不平的路面進行，目前以UCI世界盃自由車越野賽最為著名，而此項比賽現已被UCI自由車越野世界錦標賽給取代。

### 登山車賽
UCI 舉辦的登山車暨攀岩車世界錦標賽，是每年登山車界最重要且最有名的賽事，賽制包含越野賽（Cross-Country）、四人土坡競速（4-Cross，又稱4X）、速降賽（Downhill），並且由多項攀岩車與登山車相關的世界錦標賽所組成，而此項年度舉辦的比賽，最早是於1991年首度開辦。

### 極限單車賽
1996年，UCI世界盃極限單車系列賽（UCI BMX World Cup）開辦，於2000年吹熄燈號。後來，因為賽制的大幅修正，2003年9月19日起，UCI極限單車超級越野賽（UCI BMX Supercross World Cup）正式舉辦，並取代之前的世界盃極限單車系列賽。
而比賽場地也改成在室內，場地內設有特殊設計的障礙坡道，提供參賽者展現跨越障礙、跳躍、飛速的高階技巧。

### 室內自行車賽
在室內進行的比賽，有單車球（Cycle Ball）競賽與花式自由車（Artistic cycling）競賽，但是並未包含極限單車賽，場地賽雖然也有室內進行的比賽，但並未包含在UCI室內自行車錦標賽中。

## 資料來源
1. （英文）.   [2007年3月30日]. （原始内容 (HTML)存档于2007年4月25日）.
2. （英文）.   [2007年3月30日]. （原始内容 (HTML)存档于2007年3月15日）.
3. （英文）.   [2007年3月30日]. （原始内容 (HTML)存档于2007年6月18日）.
4. （英文）.   [2007年3月30日]. （原始内容 (HTML)存档于2007年6月19日）.
5. （中文）. 輪彥國際有限公司.   [2007年3月30日]. （原始内容 (HTML)存档于2007年9月29日）.
6. （中文）. 輪彥國際有限公司.   [2007年3月30日]. （原始内容 (HTML)存档于2007年9月29日）.
7. （中文）.   [2007年3月30日]. （原始内容 (HTML)存档于2007年3月31日）.
8. （中文）.   [2007年3月30日]. （原始内容 (HTML)存档于2007年5月20日）.

## 外部連結
- UCI官方網站（页面存档备份，存于）
- UCI YouTube channel （页面存档备份，存于）